# 高增融

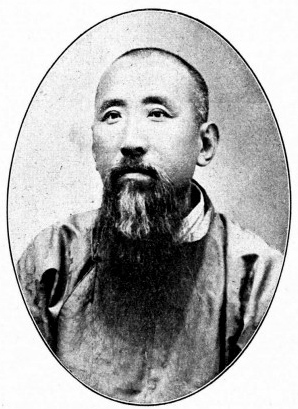
高增融像，《民國之精華》

高增融（1863年—？），字仲昭，陝西省米脂縣人。清末民初政治人物。

## 生平
高增融為高兆鑫之子。其秉性誠篤，不事虛華，自幼聰穎好讀，弱冠時即以詩文聞名鄉里。以縣學廪生中式光緒十四年（1888年）戊子科鄉試，光緒十五年（1889年）成己丑科進士。同年五月，以主事用，籤分戶部。同年，充任順天鄉試受卷官。歷任江南、四川兩司正主稿，則例館纂修以及緞疋庫監理。光緒三十二年（1906年），改組部務，任田賦司司長統計處總辦。不久出官湖南銅元局總辦及造幣鄂廠會辦，改充甘肅省清理財政監理官。期間著有《隴政私議》。
武昌起義爆發，西安士民響應，陝甘邊境各軍激戰，死傷枕籍。當地同人組織紅十字分會，高增融被被公推爲會長。中華民國成立，當選眾議院議員。國會解散，高增融因丁內艱先期歸里。守喪期滿，恰逢國會重開，於是再次就任眾議院議員。